# Karajan (Adelsgeschlecht)

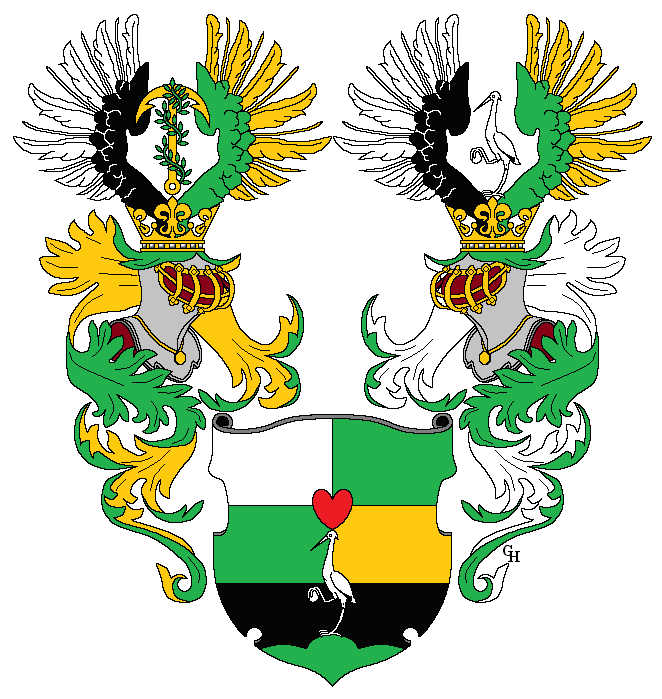
Wappen der Familie von Karajan, österreichischer Ritterstand 1869.

Karajan ist der Name einer ursprünglich griechischen Familie, die im 18. Jahrhundert über Sachsen nach Österreich kam. Angehörige dieses 1792 in den Reichsadelsstand und 1869 in den österreichischen Ritterstand erhobenen Geschlechtes waren vor allem als Unternehmer, Gelehrte und Beamte tätig. Bedeutendster Repräsentant der noch heute bestehenden Familie war Herbert von Karajan (1908–1989), der als Dirigent weltbekannt wurde.

## Geschichte

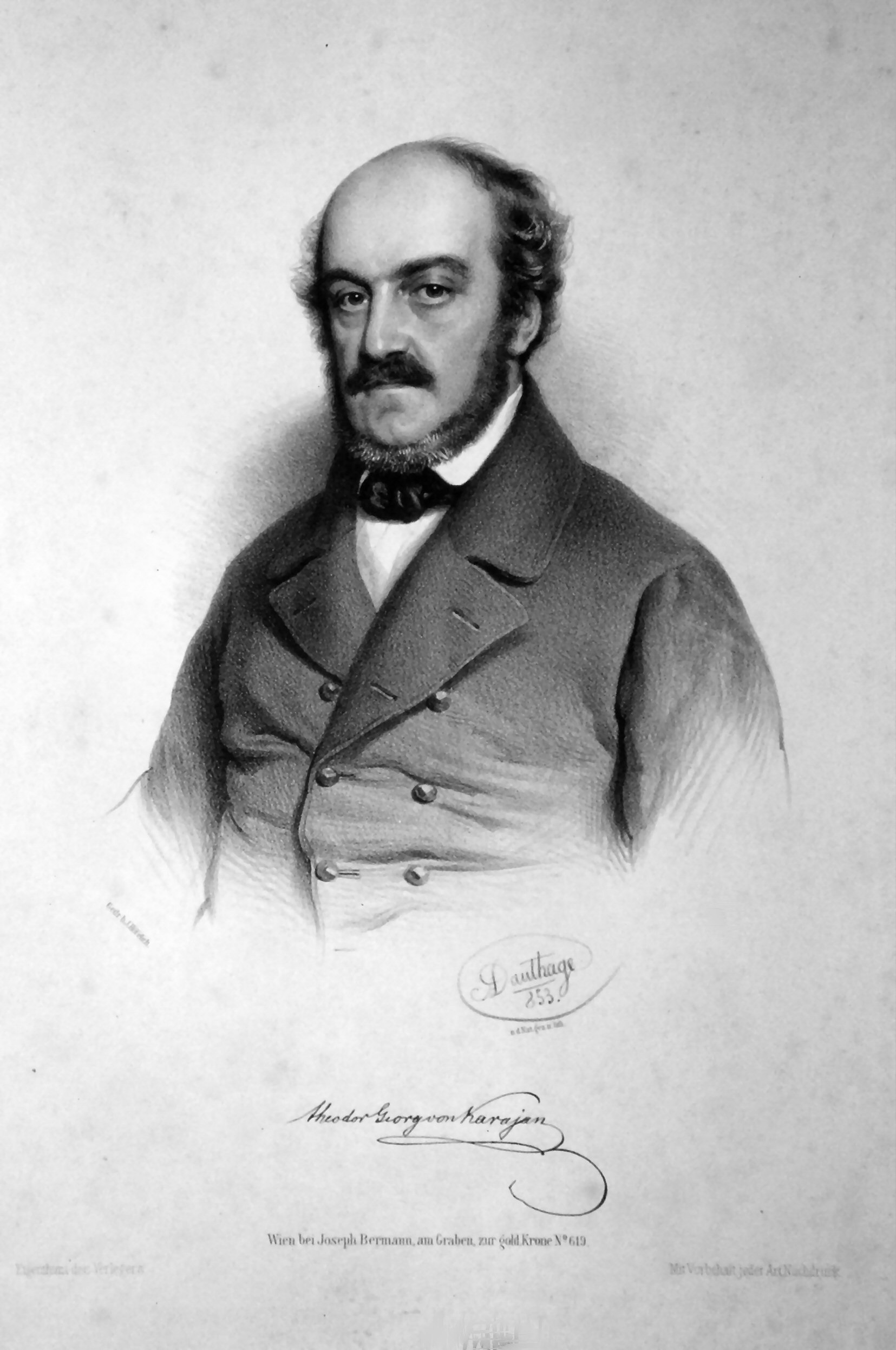
Theodor Georg Ritter von Karajan (1810–1873), Lithographie von Adolf Dauthage, 1853

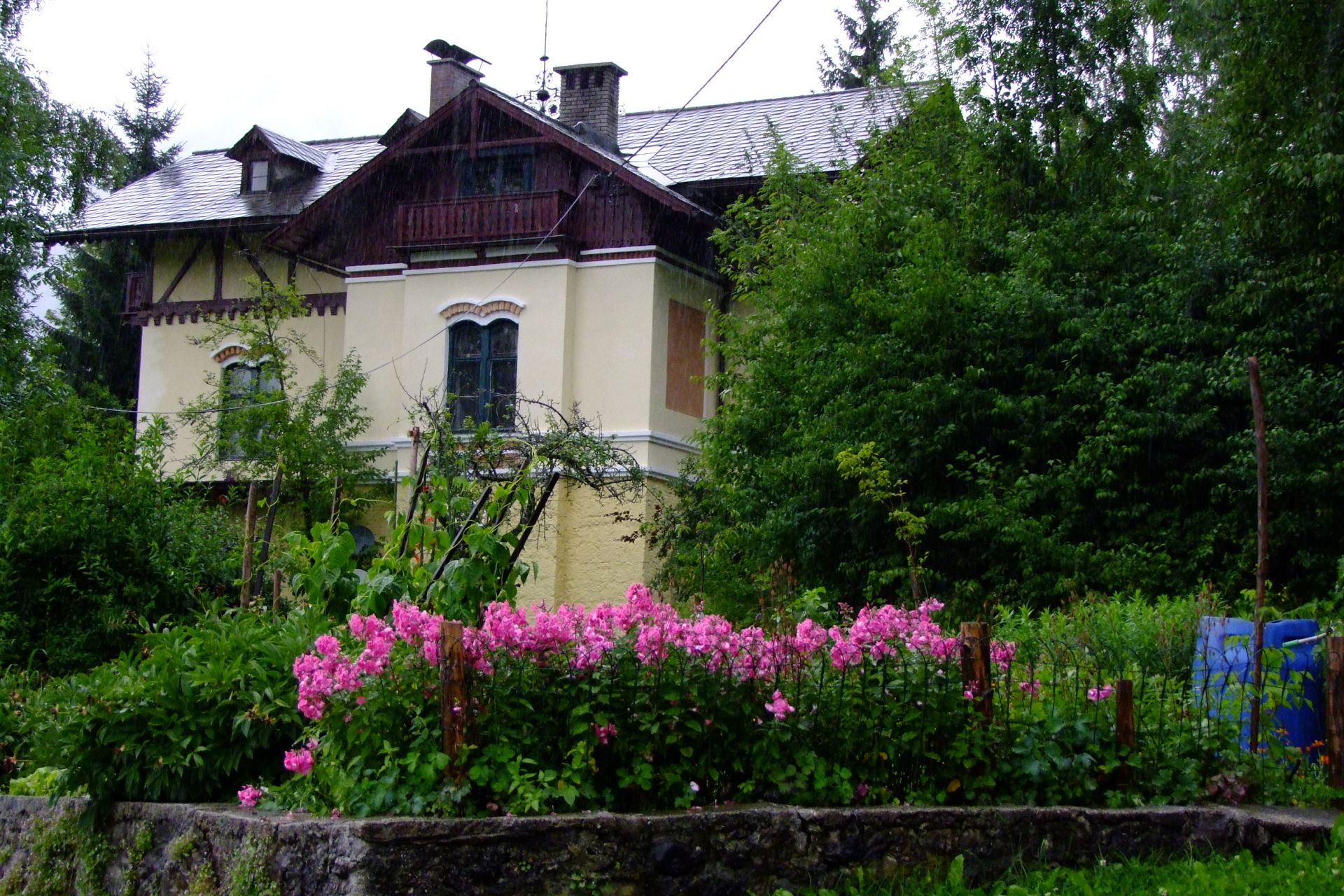
Karajan-Villa in Eselsbach bei Bad Aussee (nachmalig Altersheim)

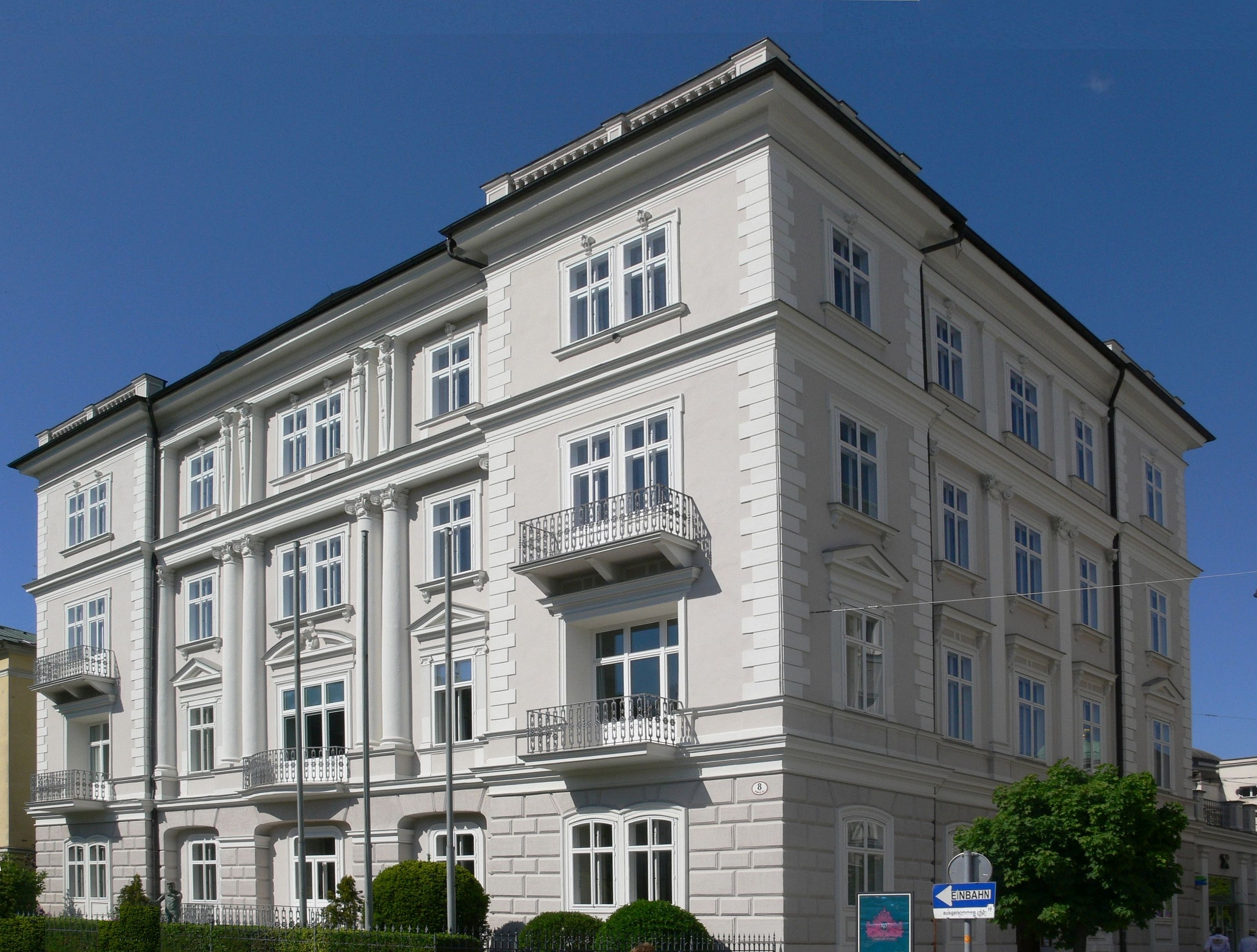
Wohnung des Chirurgen Ernst von Karajan (1868–1951) in Salzburg, Geburtshaus Herbert von Karajans

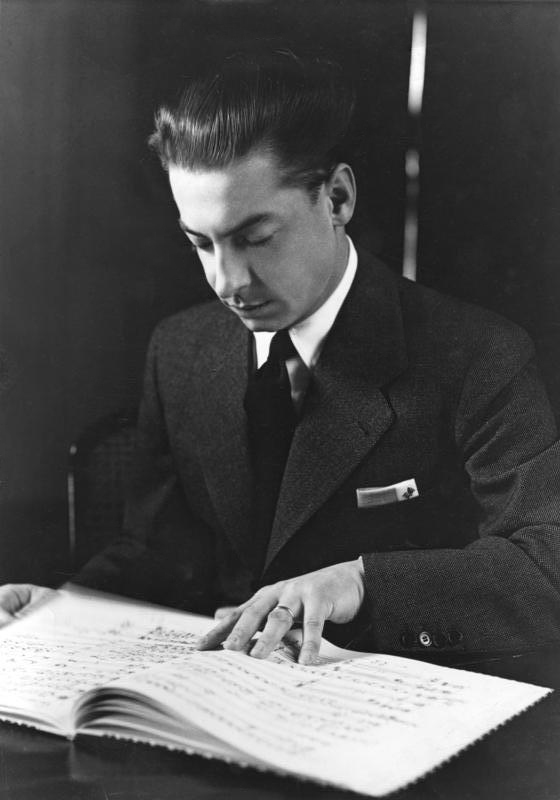
Herbert von Karajan, 1938

Das Geschlecht ist griechischer Herkunft; erstmals urkundlich erwähnt wird die ursprünglich Karagiánnis bzw. Karajoannes (gr. Καραγιάννης, von kara = türk. „schwarz“, also etwa „Schwarzer Johann“) genannte Familie 1743 in Kozani in der griechischen Region Makedonien, welche damals unter dem Namen Rumelien zum Osmanischen Reich gehörte.
In der zweiten Hälfte des 18. Jahrhunderts wanderte der Kaufmann Geórgios Ioánnes Karagiánnis (Γεώργιος Ιωάννης Καραγιάννης, 1743–1813) in das Kurfürstentum Sachsen aus und betrieb eine Baumwollhandlung in Chemnitz. Für seine Verdienste um die aufstrebende kursächsische Textilindustrie wurde er während des Reichsvikariats des Kurfürsten Friedrich August III. am 1. Juni 1792 zusammen mit seiner Ehefrau und seinen Söhnen Demeter und Theodor in den Reichsadelsstand erhoben und benutzte seither den Familiennamen Karajan. Im Alter zog sich Georg Johann von Karajan von Chemnitz nach Wien zurück, wo er 1813 starb. Die Anerkennung des 1792 an Georg Johann von Karajan verliehenen Reichsadelsstandes in Österreich erfolgte für dessen Witwe und die Söhne durch kaiserlichen Erlass vom 4. Januar 1832.
Einer dieser Söhne, Theodor Georg (1810–1873), trat nach seiner Promotion zum Dr. phil. in den österreichischen Staatsdienst ein. Er arbeitete zunächst im Hofkammerarchiv und der Hofbibliothek, wurde 1848 Mitglied und 1851 Vizepräsident der Kaiserlichen Akademie der Wissenschaften und 1866 deren Präsident. An der Frankfurter Nationalversammlung 1848 war er als Abgeordneter beteiligt, ab 1867 war er auf Lebenszeit Mitglied des Österreichischen Herrenhauses. In Anerkennung seiner Verdienste als Historiker und Politiker wurde Theodor Georg von Karajan am 11. Juli 1869 in Wien durch Kaiser Franz Joseph I. mit dem Ritterkreuz des Leopold-Ordens ausgezeichnet und aufgrund der Ordensstatuten als „Ritter von Karajan“ in den erblichen österreichischen Ritterstand erhoben.
Von seinen Söhnen war Max Theodor Ritter von Karajan (1833–1914) klassischer Philologe und wirkte nach seiner Promotion zum Dr. phil. von 1857 bis 1904 als Hochschullehrer für Altphilologie an der Universität Graz. Mitte der 1860er Jahre begründete er den Grazer Singverein. 1909 schrieb er eine Geschichte des Vereins unter dem Titel „Der Singverein in Graz in den ersten vierzig Jahren seines Bestehens (1866/67 bis 1905/06)“. Sein jüngerer Bruder Ludwig Anton Ritter von Karajan (1835–1906) wurde Arzt und wirkte nach seiner Promotion zum  Dr. med. als Beamter im öffentlichen Gesundheitswesen der niederösterreichischen Landesregierung. 1880 ließ er sich die Villa Karajan in Mosern am westlichen Ende des Grundlsees errichten.

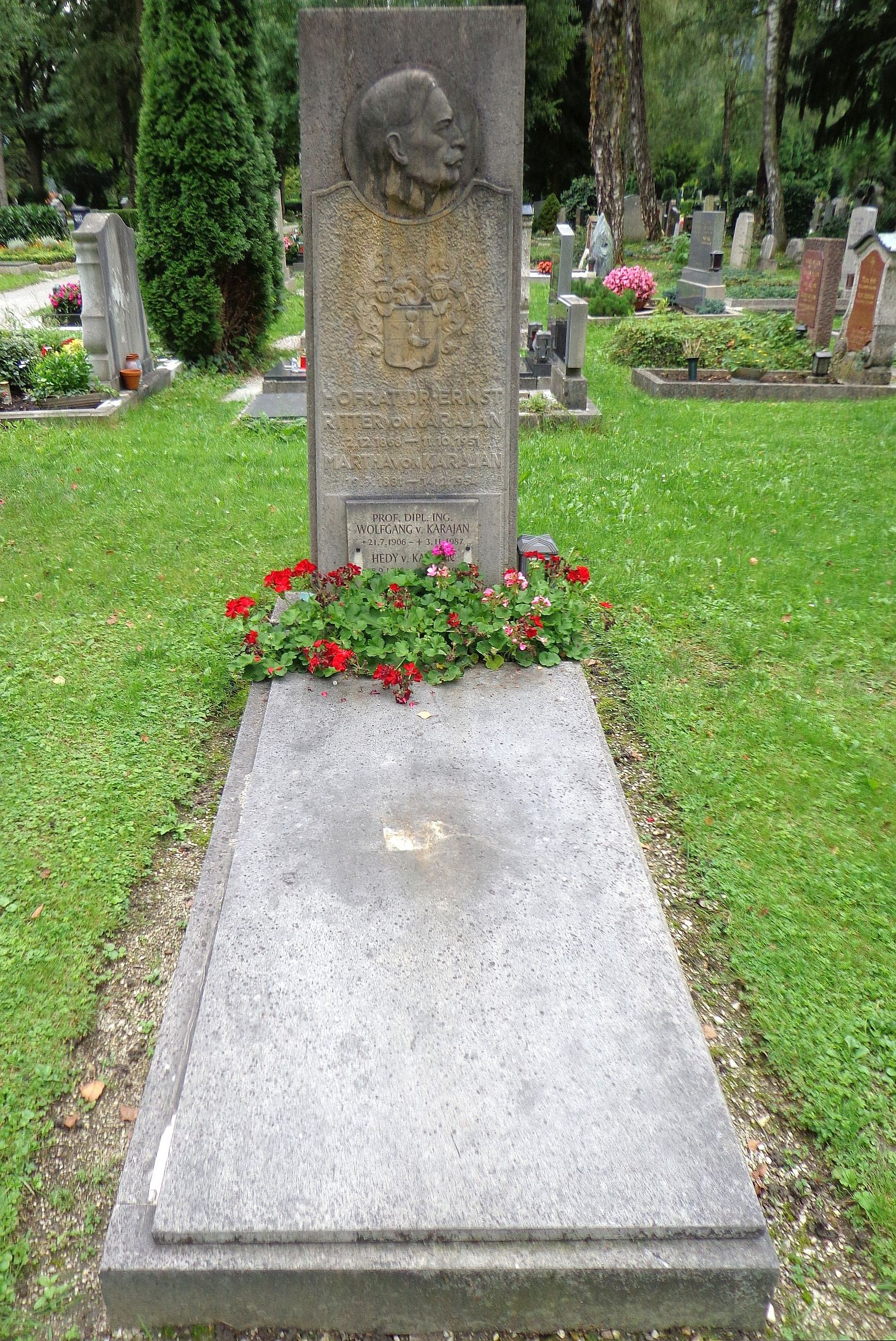
Salzburger Kommunalfriedhof, Grab der Eltern, des Bruders und der Schwägerin Herbert von Karajans

Ernst Ritter von Karajan (1868–1951), Ludwig Antons Sohn, schlug ebenfalls eine medizinische Laufbahn ein, wurde Chirurg und ließ sich in Salzburg nieder. Er war zunächst Oberarzt am St.-Johann-Spital (dem heutigen Landeskrankenhaus) in Salzburg, wo er sich auf die Behandlung von Erkrankungen der Schilddrüse (Struma) spezialisierte. Er wurde später Leiter des öffentlichen Gesundheitswesens der salzburgischen Landesregierung. Aus der 1905 geschlossenen Ehe Ernst von Karajans mit Marta Kosmač/Kosmatsch (diese entstammte einer slowenischen Familie; ihr Vater Mihael Kosmač war in Mojstrana – heute Stadtteil von Kranjska Gora, deutsch: Kronau – geboren) entstammten die Söhne Wolfgang Ritter von Karajan (1906–1987) und der zwei Jahre jüngere Heribert Ritter von Karajan (1908–1989). Wolfgang schlug zunächst eine naturwissenschaftliche Karriere ein und betrieb ein Labor für technische Physik in Salzburg. 1950 gründete er mit seiner Frau Hedy und Hans Andreae das „Orgel-Ensemble Wolfgang von Karajan“, mit dem er weltweit Tourneen unternahm. Glanzstück ihres Repertoires war Bachs Die Kunst der Fuge. In dieser Zeit war sein Bruder bereits ein berühmter Dirigent, der unter dem Namen Herbert von Karajan zu den bekanntesten und bedeutendsten Interpreten klassischer Musik des 20. Jahrhunderts zählt. Er arbeitete mit vielen angesehenen Symphonieorchestern, wirkte an bedeutenden Opernhäusern und veröffentlichte zahlreiche Einspielungen klassischer Musik.
Nach dem Ende der Monarchie in Österreich-Ungarn wurde vom Parlament der Republik Deutschösterreich am 3. April 1919 die Aufhebung des Adels beschlossen. Infolge dieses Adelsaufhebungsgesetzes verloren auch die in Österreich lebenden Mitglieder der Familie von Karajan das Recht zum Gebrauch ihrer Titel, so dass deren Familienname zu „Karajan“ ohne vorangestelltes „von“ wurde. Als er an internationaler Bekanntheit gewann, wollte der Dirigent auch in Österreich öffentlich unter seinem Geburtsnamen auftreten. Nachdem ihm dies von den Behörden verweigert wurde und Karajan androhte, nicht mehr in Österreich aufzutreten, wenn sein früheres „von“ auf den Ankündigungsplakaten nicht erscheinen dürfte, entschloss sich die österreichische Regierung unter dem Einfluss Kreiskys, dem Dirigenten den Namen Herbert von Karajan als Künstlernamen amtlich zuzugestehen.

## Wappen

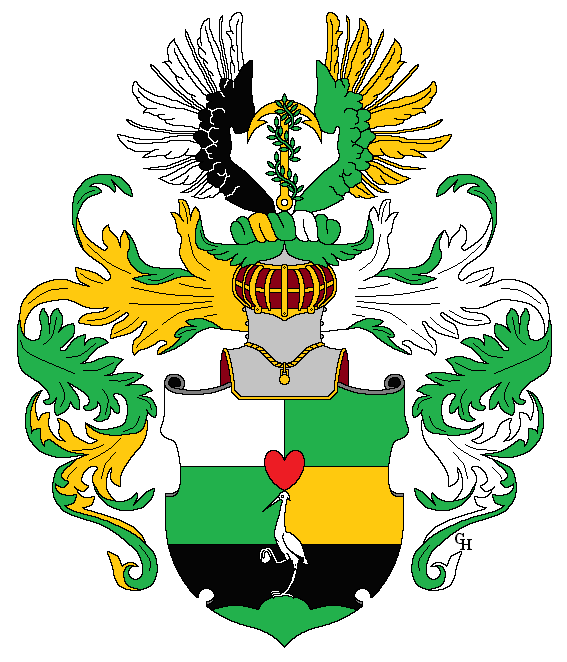
Wappen der Familie von Karajan, Reichsadelsstand 1792

Das im Reichadels-Diplom vom 1. Juni 1792 von Kurfürst Friedrich August III. von Sachsen an Geórgios Ioánnes Karagiánnis verliehene Wappen zeigte im quadrierten Schilde mit Schildfuß 1 silbernes Feld, 2 und 3 grünes Feld, 4 goldenes Feld; mitten auf der Teilungslinie ein rotes Herz. Im schwarzen Schildesfuße ein auf grünem Hügel aufrechtstehender Kranich von natürlicher Farbe mit einem Steine in der aufgehobenen rechten Klaue. Kopf und Hals ruhen gerade auf der Teilungslinie der beiden unteren Felder. Auf dem Schilde steht ein offener, gerade vorwärtsgekehrter, blau angelaufener, rot gefütterter adeliger Turnierhelm mit goldenem Kleinod und rechts Gold und Grün, links aber Silber und Grün vermischt, herabhängenden Decken geziert und mit einem von Grün, Gold und Silber gewundenen Wulst bedeckt. Auf diesem Wulst erhebt sich ein gerade aufwärts mit dem Ringe unterwärts gestellter schwarzer, mit einem Ölzweig umwundener Anker zwischen einem offenen Fluge, dessen rechter Flügel schwarze Sachsen und silberne Schwungfedern, der linke Flügel aber grüne Sachsen und goldene Schwungfedern hat.
Das am 11. Juli 1869 von Kaiser Franz Joseph I. anlässlich der Ernennung Theodor Georg von Karajans zum Ritter des Leopold-Ordens verliehene Ritterstands-Wappen war im Schild wie das von 1792, nur ruht auf dem Schild ein zweiter Helm.

## Genealogie (Auszug)
1. Geórgios Ioánnes Karagiánnis (* 1743; † 1813), seit 1792 Georg Johann von Karajan[9], Inhaber einer Baumwollhandlung in Chemnitz[4] ⚭ 1801 (2.) mit Zoë Domnando (* 1783 in Konstantinopel; † 1863 in Wien?); von den 6 Kindern aus dieser Ehe überlebten ihn zwei Söhne:
  1. Demeter von Karajan (* 1806; † 1852), k.k. Husarenoberst[10]
  2. Theodor Georg von Karajan (* 22. Januar 1810 in Wien; † 28. April 1873 ebenda), seit 1869 Ritter von Karajan, Historiker und Politiker[4] ⚭ N.N. (* ? ; † ?), und hatte aus dieser Ehe:
    1. Max Theodor von Karajan (* 1. Juli 1833 in Wien; † 20. August 1914 in Salzburg), klassischer Philologe an der Universität Graz[4] ⚭ 23. August 1859 Augusta Margaretha Deninger (* 1837 in Wien; † ?)[11], und hatte aus dieser Ehe:
      1. Bertha von Karajan (*  23. Juni 1868 in Graz; †  3. Januar 1919 ebenda), unverheiratete Tochter.[4]

    2. Ludwig Anton von Karajan (* 1835; † 1906), Arzt und Beamter der niederösterreichischen Landesregierung[4] ⚭ Henriette von Raindl (* 27. März 1837; † 28. Oktober 1912 in Wien), und hatte aus dieser Ehe:
      1. Ernst von Karajan (* 1868 in Wien; † 1951 in Salzburg), Chirurg in Salzburg[4] ⚭ 1905 Martha Kosmač/Kosmatsch (* 1881 in Graz; † 1954), und hatte aus dieser Ehe:
        1. Wolfgang von Karajan (* 27. Januar 1906 in Salzburg; † 2. November 1987 in Salzburg), technischer Physiker, Organist und Ensembleleiter[4] ⚭ Hedy N.N. (* ? ; † ?)
        2. Herbert von Karajan (* 5. April 1908 in Salzburg; † 16. Juli 1989 in Anif;[4] geboren als Heribert Ritter von Karajan, in Österreich amtlich Heribert Karajan)[7], Dirigent ⚭ (I) 1938 Elmy Holgerloef, ⚭ (II) 1942 Anna Maria („Anita“) Gütermann, ⚭ (III) 1958 Eliette Mouret (* 1935 in Mollans-sur-Ouvèze, Frankreich), und hatte 2 Töchter:
          1. Isabel Karajan (* 25. Juni 1960 in Wien), Schauspielerin ⚭ Christian R. (* 1953; † 2011) und hat eine Tochter (* 1994)
          2. Arabel (* 2. Jänner 1964 in Samedan), Musikerin[12] und hat eine Tochter Kalina (* 2003)

      2. Emanuel („Max“; * 1871 in Wien; † 1947 in Wien), Zivilingenieur und vor 1914 leitender Manager der Wiener Staatsoper[4]